# Pfarrkirche Bregenz-Mariahilf

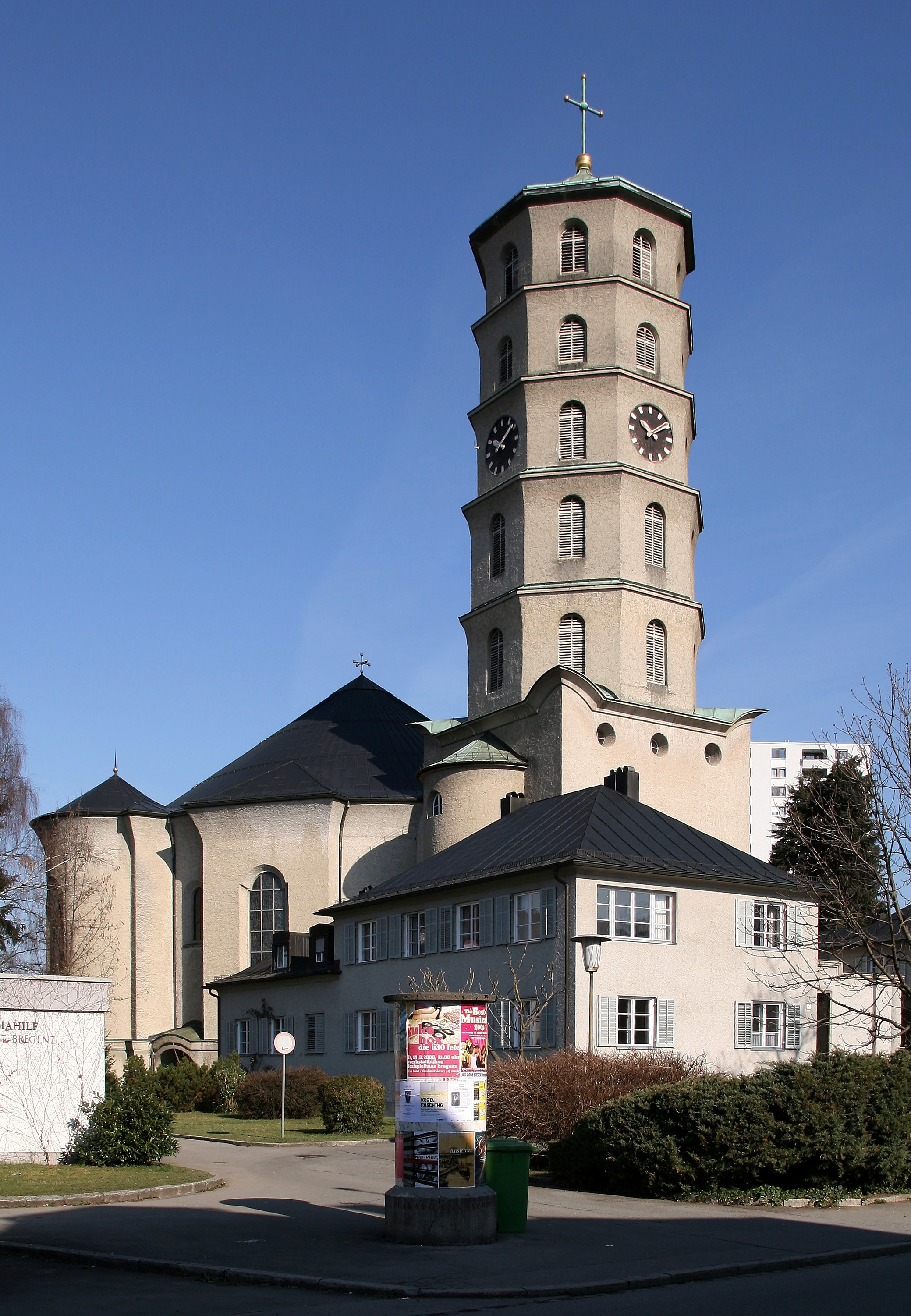
Pfarrkirche Mariahilf (2008)

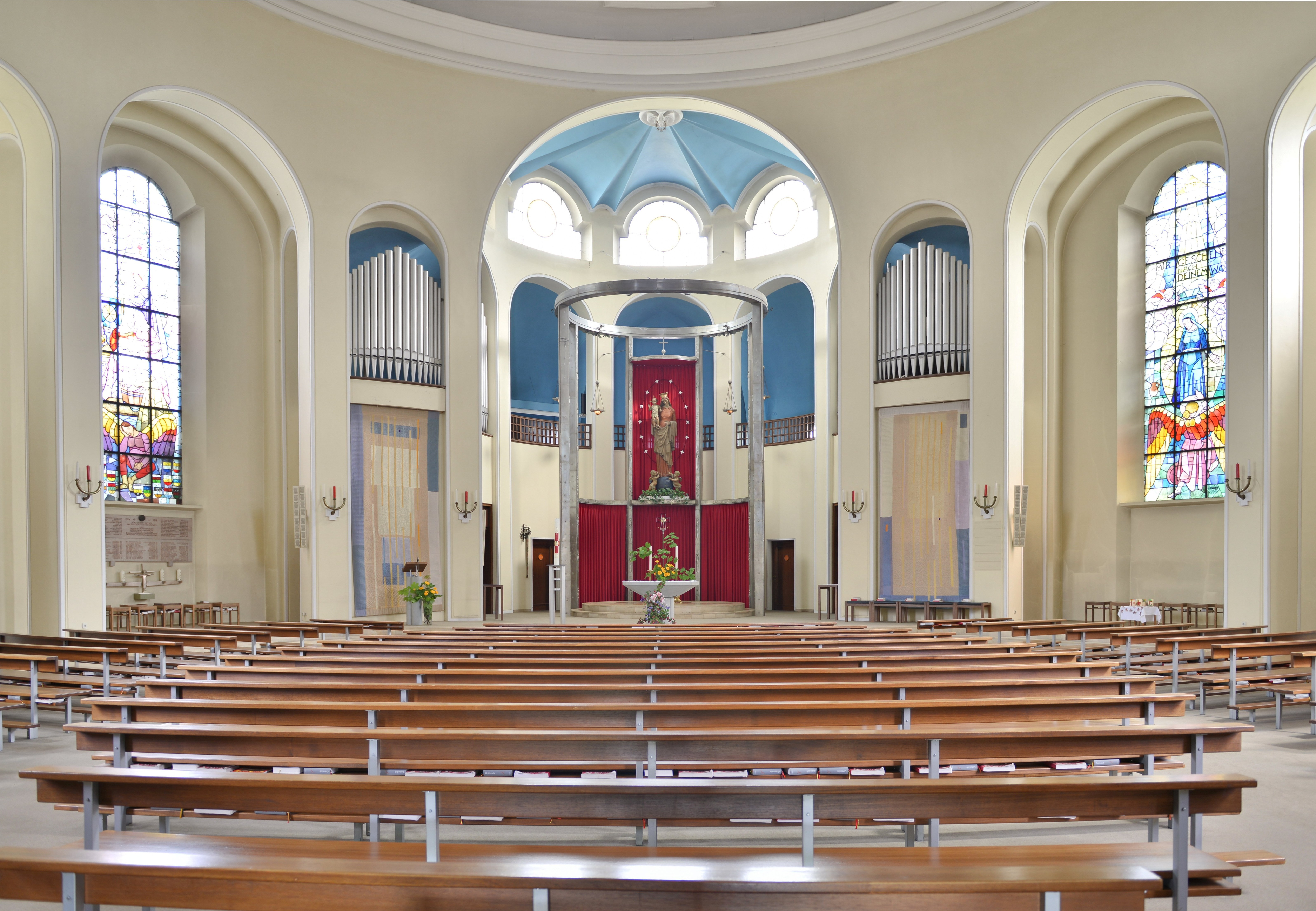
Innenansicht

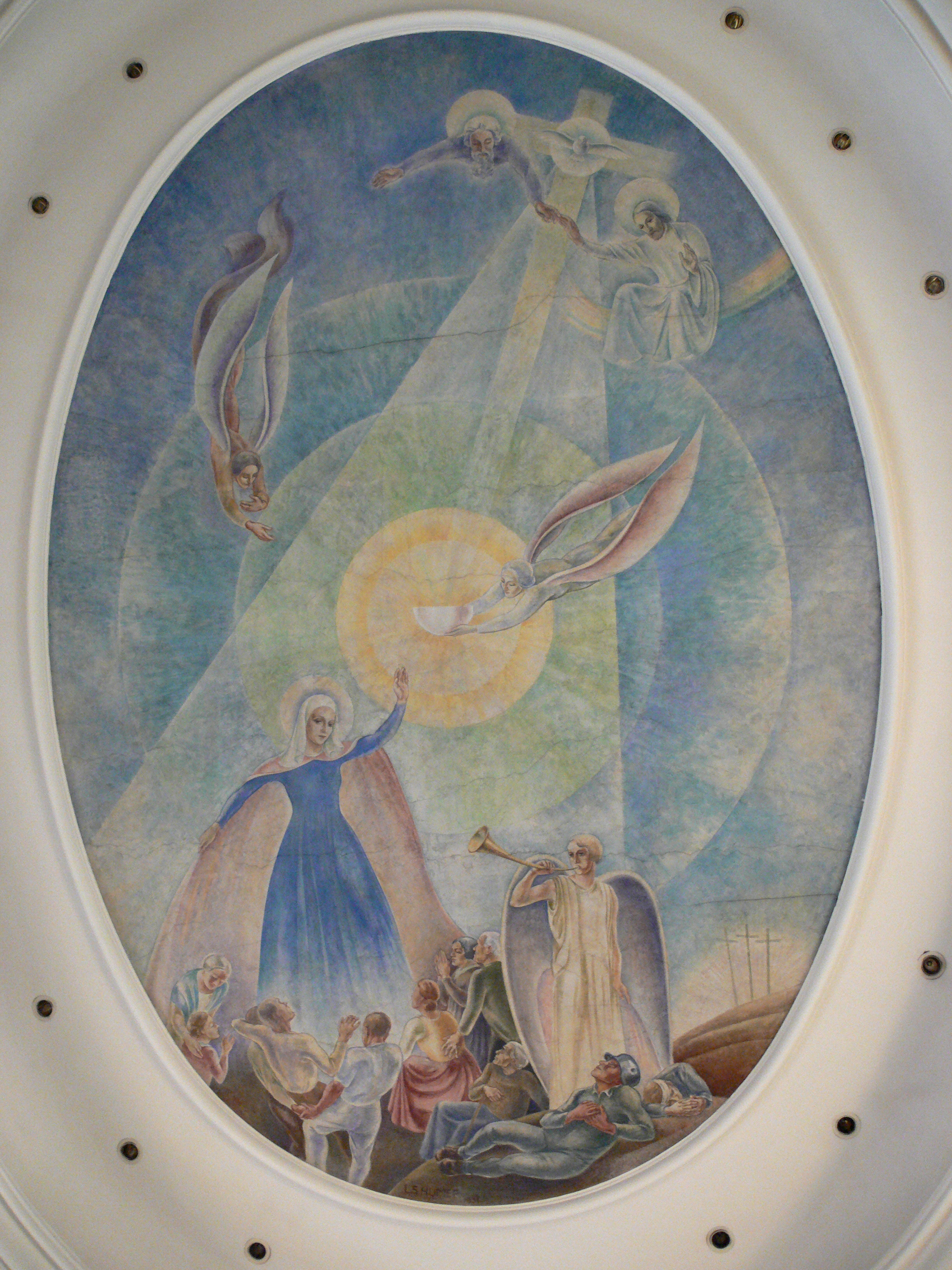
Deckenfresko mit Schutzmantelmadonna mit Dreifaltigkeit für Soldaten und Verwundete

Die römisch-katholische Pfarrkirche Bregenz-Mariahilf steht im Stadtteil Rieden-Vorkloster in der Stadt Bregenz in Vorarlberg. Die nach Maria, Hilfe der Christen benannte Pfarrkirche gehört zum Dekanat Bregenz der Diözese Feldkirch. Die Kirche wurde als Heldendankkirche zu Vorarlberg zum Ersten Weltkrieg nach Plänen von Clemens Holzmeister erbaut und 1931 eingeweiht. Sie steht unter Denkmalschutz.

## Geschichte
Der Stadtteil Rieden-Vorkloster wurde vom Kloster Mehrerau versorgt. 1910 entstand eine Notkapelle im Schulhaus. Entwürfe für eine Kirche machte 1907 der Architekt Georg Baumeister und 1917 der Architekt Willibald Braun. 1917 im Ersten Weltkrieg entstand auch das Anliegen einer Kriegergedächtniskirche für das Land Vorarlberg. Architekt Clemens Holzmeister plante ab 1921 die Kirche, welche von 1925 bis 1931 errichtet und 1931 geweiht wurde. 1980 erfolgte eine Restaurierung und Neuordnung des Kircheninneren mit dem Architekten Hans Purin.

## Heldendankkirche
Clemens Holzmeister vereint den zentralen Kirchenraum mit angegliedertem Chor und Seitenkapellen und einem mehrgeschoßigen Turm mit zwei vorgelagerten Flügelbauten des Pfarrhauses und Kaplanhauses mit einem Vorhof als Atrium mit Pfeilerarkaden zu einer Gesamtanlage. Der ovale Zentralraum mit zwei halbkreisförmigen Seitenkapelle und ein Chor als Konche sind mit Zelt- und Walmdächern gedeckt. Der im Osten stehende Turm hat fünf sich verjüngende achteckige Geschoße und ein Zeltdach und Rundbogenfenster.
Das Relief Hl. Michael über der Bogenarkade schuf 1932 der Bildhauer Albert Bechtold. Das Deckenfresko Schutzmantelmadonna mit Dreifaltigkeit für Soldaten und Verwundete malte 1931 Leo Sebastian Humer. Das strukturierte Band mit Reliefs von Mariensymbolen um das Fresko schuf 1931 die Bildhauerin Gudrun Baudisch-Wittke. Die Fenster im Altarraum entstanden nach einem Entwurf von Clemens Holzmeister. Die Glasmalerei nach einem Entwurf von Anton Faistauer wurden nach dessen Tod von Robin Christian Andersen ausgeführt und von der Tiroler Glasmalereianstalt hergestellt. Weitere Glasmalereien nach dem Entwurf von Leopold Fetz führte Glas Marte aus.
Den Altar mit Baldachinaufbau aus Silberblech mit der Figur Maria mit Kind schuf 1931 unter Mitarbeit von Gudrun Baudisch-Wittke der Bildhauer Hans Andre. Die Entwürfe vom Tabernakel, vom Vortragekreuz und von den Leuchtern sind von Clemens Holzmeister. Die Kreuzwegstationen malte 1931 Leo Sebastian Humer. Ein Kruzifix von Albert Bechtold ist aus 1933.
In den Eingangskapellen steht links eine Pietà aus dem 17. Jahrhundert und rechts eine Figur der Hl. Antonius aus dem 18. Jahrhundert.

## Orgel
Die Orgel der Pfarrkirche Mariahilf wurde im Jahre 1931 von der Orgelbaufirma Gebrüder Mayer (Feldkirch-Altenstadt) erbaut und zuletzt in den Jahren 1987/88 von selbiger umfassend restauriert. Das Instrument hat 38 Register auf zwei Manualwerken und Pedal; der Disposition liegt ein romantisches Klangkonzept im Sinne der Elsässer Orgelreform zugrunde. Die Register des Hauptwerkes sind auf zwei Standorte im Kirchenschiff verteilt (Ost- und Westempore); zudem sind einzelne Register des Schwellwerks im Hauptwerk registrierbar (Transmissionen). Die Spiel- und Registertrakturen sind elektropneumatisch.
| I Hauptwerk C–g3 |                        |       |
|                  | Ostempore (Fernorgel)  |       |
| 1.               | Principal              | 8′    |
| 2.               | Groß-Gedeckt           | 8′    |
| 3.               | Octave                 | 4′    |
| 4.               | Mixtur IV-V            | 2′    |
| 5.               | Cornett III-V          | 8′    |
| 6.               | Trompete               | 8′    |
|                  | Vordere Empore         |       |
| 7.               | Bourdon                | 16′   |
| 8.               | Soloflöte              | 8′    |
| 9.               | Keraulophon            | 8′    |
| 10.              | Gemshorn               | 8′    |
| 11.              | Rauschquinte II        | 2 ⁄3′ |
|                  | Aus dem II. Manualwerk |       |
| 12.              | Quintatön              | 8′    |
| 13.              | Klein-Principal        | 4′    |
| 14.              | Salicional             | 4′    |
| 15.              | Gedeckt                | 4′    |
| 16.              | Octave                 | 2′    |
| 17.              | Rohrflöte              | 2′    |
| 18.              | Cimbel                 | 1′    |

| II Schwellwerk C–g3 |                    |                              |
| 19.                 | Quintatön          | 16′                          |
| 20.                 | Flöten-Principal   | 8′                           |
| 21.                 | Salicional         | 8′                           |
| 22.                 | Liebl. Gedeckt     | 8′                           |
| 23.                 | Vox cölestis       | 8′                           |
| 24.                 | Prästant           | 4′                           |
| 25.                 | Rohrflöte          | 4′                           |
| 26.                 | Quintflöte         | 2 ⁄3′                        |
| 27.                 | Sesquialtera       | 2 ⁄3′ (eigentl. Terz 1 3⁄5′) |
| 28.                 | Blockflöte         | 2′                           |
| 29.                 | Echo-Mixtur III-IV | 2′                           |
| 30.                 | Oboe               | 8′                           |
|                     | Tremulant          |                              |

| Pedal C–f1 |                    |     |
| 31.        | Principal-Bass     | 16′ |
| 32.        | Subbass            | 16′ |
| 33.        | Zartbass (= Nr. 7) | 16′ |
| 34.        | Octavbass          | 8′  |
| 35.        | Flötbass (= Nr. 8) | 8′  |
| 36.        | Cello (= Nr. 9)    | 8′  |
| 37.        | Starkflöte         | 4′  |
| 38.        | Posaune            | 16′ |

- Koppeln: II/I (auch als Sub- und Superoktavkoppeln), II/II (Superoktavkoppel),I/P, II/P (auch als Superoktavkoppel)
- Spielhilfen: 6 pneumatische Setzerkombinationen, Festkombinationen (mf, f, pleno, tutti), Auslöser, Generaltutti, Registercrescendo, diverse Absteller

## Glocken
Im Kirchturm von Mariahilf hängen vier Stahlglocken, die von der Gießerei Böhler in Kapfenberg gegossen wurden. Die drei größeren Glocken wurden 1922 ursprünglich für die Pfarrkirche Lingenau hergestellt und kamen 1928 nach Bregenz. Die kleinste Glocke wurde schon 1919 gegossen und kann, anders als die anderen Glocken, nur von Hand geläutet werden, weshalb sie selten erklingt.
| Glocke | Durchmesser | Gewicht | Schlagton      |
| ------ | ----------- | ------- | -------------- |
| 1      | 1515 mm     | 1666 kg | es′ (vertieft) |
| 2      | 1305 mm     | 1000 kg | f′ (vertieft)  |
| 3      | 1070 mm     | 0600 kg | g′ (erhöht)    |
| 4      | 0500 mm     | 084 kg  | es′′′          |